# Застава Шлезвиг-Холштајна
Застава Шлезвиг-Холштајна је хоризонтална тробојка плаве, беле и црвене боје. Шлезвиг-Холштајн је једна од 16 држава Немачке, која обухвата већи део историјског војводства Холштајн и јужни део бившег војводства Шлезвиг. Постоји и верзија на којој се налази грб државе.

## Историја
Застава је уведена у употребу 1843. године, а забрањена 1845. године. Поново је уведена 1867. након пруске анексије Шлезвиг-Холштајна. Године 1935. је поново укинута, након стварања нацистичке Немачке.
Након што је британска војна влада 1946. године обновила Шлезвиг-Холштајн као немачку државу, застава је, након расправе, први пут истакнута 29. августа 1946. године, а званично је установљена 18. јануара 1957. године. Обична тробојка је цивилна застава, док државни органи користе државну заставу, где је државни грб додат на средину белог поља.

## Војводство Шлезвиг
Војводство Шлезвиг je била кнежевина у јужној Данској. Простирала се 60  северно и 70  јужно од садашње границе између Немачке и Данске. Застава је била двобојка сачињена од жуте и плаве боје.